# Phong tỏa do COVID-19
Do đại dịch COVID-19, một số biện pháp can thiệp phi dược phẩm thường được gọi là phong tỏa (bao gồm lệnh lưu trú tại nhà, lệnh giới nghiêm, phong tỏa dịch bệnh, vệ sinh an toàn và các biện pháp hạn chế xã hội tương tự) đã được thực hiện ở nhiều quốc gia và vùng lãnh thổ trên thế giới. Những hạn chế này được thiết lập để giảm sự lây lan của SARS-CoV-2, vi rút gây ra COVID-19. Đến tháng 4 năm 2020, khoảng một nửa dân số thế giới đang bị phong tỏa dưới một số hình thức, với hơn 3,9 tỷ người tại hơn 90 quốc gia hoặc vùng lãnh thổ đã được chính phủ yêu cầu hoặc ra lệnh ở nhà. Mặc dù các biện pháp kiểm soát dịch bệnh tương tự đã được sử dụng trong hàng trăm năm, nhưng quy mô phong tỏa vào những năm 2020 được cho là chưa từng có.
Nghiên cứu nói chung và nghiên cứu các trường hợp điển hình nói riêng đã chỉ ra rằng phong tỏa có hiệu quả trong việc giảm sự lây lan của COVID-19, do đó làm phẳng đường cong số ca nhiễm. Khuyến nghị của Tổ chức Y tế Thế giới về giới nghiêm và đóng cửa là các biện pháp ngắn hạn để tổ chức lại, tập hợp lại, cân bằng lại nguồn lực và bảo vệ các nhân viên y tế đang kiệt sức. Để đạt được sự cân bằng giữa những hạn chế và cuộc sống bình thường, WHO khuyến nghị cách ứng phó với đại dịch bao gồm vệ sinh cá nhân nghiêm ngặt, theo dõi tiếp xúc hiệu quả và cách ly khi bị bệnh.
Các quốc gia và vùng lãnh thổ trên khắp thế giới đã thực thi việc phong tỏa với mức độ nghiêm ngặt khác nhau. Một số bao gồm kiểm soát toàn bộ việc đi lại trong khi những quốc gia khác đã thực thi các hạn chế dựa trên thời gian. Trong nhiều trường hợp, chỉ những doanh nghiệp thiết yếu mới được phép mở cửa. Các trường học, đại học và cao đẳng đã đóng cửa trên toàn quốc hoặc địa phương ở 63 quốc gia, ảnh hưởng đến khoảng 47 phần trăm dân số sinh viên trên thế giới.
Bắt đầu bằng việc phong tỏa đầu tiên ở tỉnh Hồ Bắc của Trung Quốc vào tháng 1 năm 2020 và trên toàn quốc ở Ý vào tháng 3, việc phong tỏa tiếp tục được thực hiện ở nhiều quốc gia trong suốt năm 2020 và 2021. Vào ngày 24 tháng 3 năm 2020, toàn bộ 1,3 tỷ dân Ấn Độ đã được lệnh phải ở nhà trong thời gian phong tỏa, khiến nước này trở thành nơi phong tỏa chống dịch lớn nhất. Các hạn chế đi lại do đại dịch đã có những tác động xã hội và kinh tế, và đã vấp phải các cuộc biểu tình phản đối ở một số vùng lãnh thổ.

## Hiệu quả
Một số nhà nghiên cứu, từ mô hình và các ví dụ được chứng minh, đã kết luận rằng phong tỏa có hiệu quả trong việc giảm sự lây lan và tử vong do COVID-19 gây ra. Các biện pháp phong tỏa được cho là hiệu quả nhất trong việc ngăn chặn hoặc ngăn chặn sự lây truyền COVID-19 trong cộng đồng, tiết kiệm chi phí chăm sóc sức khỏe và tử vong khi được triển khai sớm hơn, với mức độ nghiêm ngặt hơn và khi không được dỡ bỏ quá sớm.
Một nghiên cứu điều tra sự lây lan dựa trên các nghiên cứu về các triệu chứng phổ biến nhất như mất vị giác và khứu giác ở Pháp, Ý và Anh cho thấy sự giảm rõ rệt các triệu chứng mới chỉ vài ngày sau khi bắt đầu phong tỏa ở các nước (Ý và Pháp) với các lệnh phong tỏa mạnh nhất. Mô hình hóa về đại dịch của Hoa Kỳ cho thấy "đại dịch sẽ gần như bị dập tắt hoàn toàn khỏi việc bùng phát đáng kể nếu các biện pháp phong tỏa được thực hiện hai tuần trước đó" và rằng làn sóng thứ hai sẽ ít nghiêm trọng hơn nếu việc phong tỏa kéo dài thêm hai tuần nữa.
Việc khóa chặt nghiêm ngặt ở Hồ Bắc vào đầu năm 2020 đã chứng tỏ hiệu quả trong việc kiểm soát sự bùng phát COVID-19 ở Trung Quốc. Số trường hợp mắc và tử vong tương đối cao ở Thụy Điển, quốc gia đã giữ cho phần lớn xã hội nước này mở trong đại dịch, khi so sánh với các nước láng giềng có nhân khẩu học tương đương như Na Uy, Đan Mạch và Phần Lan đã thực thi các lệnh phong tỏa, được cho là ít nhất một phần là do sự khác biệt này trong chính sách. Tương tự, mô hình hóa dựa trên dữ liệu của Úc kết luận rằng việc đạt được mức độ lây truyền trong cộng đồng bằng không thông qua việc phong tỏa chặt chẽ sẽ làm giảm chi phí chăm sóc sức khỏe và kinh tế so với các biện pháp ít nghiêm ngặt hơn cho phép tiếp tục lây truyền, đồng thời cảnh báo rằng việc nới lỏng sớm các hạn chế sẽ tạo ra chi phí lớn hơn. Phương pháp tiếp cận "không lây truyền trong cộng đồng" này đã được áp dụng ở Úc, và một đợt phong tỏa nghiêm ngặt kéo dài 4 tháng ở bang Victoria trong thời gian bùng phát dịch ở Melbourne, kết hợp với các biện pháp khác, đã ngăn chặn một đợt bùng phát rộng hơn ở nước này. Các biện pháp phong tỏa thành công của Việt Nam và New Zealand bao gồm các biện pháp phong tỏa có mục tiêu.